# Robert Crittenden

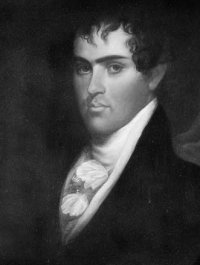
Robert Crittenden

Robert Crittenden (* 1. Januar 1797 im Woodford County, Kentucky; † 18. Dezember 1834 in Vicksburg, Mississippi) war ein US-amerikanischer Politiker. Er war zwischen 1828 und 1829 amtierender Gouverneur des Arkansas-Territoriums.

## Frühe Jahre und militärischer Aufstieg
Robert Crittenden entstammte einer prominenten amerikanischen Politikerfamilie. Sein Vater, John Crittenden, war Soldat im Unabhängigkeitskrieg und Mitglied im Repräsentantenhaus von Virginia gewesen. Sein Bruder John J. Crittenden wurde US-Senator von Kentucky und US-Justizminister unter den Präsidenten William H. Harrison und Millard Fillmore. Robert studierte Jura und praktizierte für kurze Zeit zusammen mit seinem Bruder in Kentucky. Im Jahr 1814 trat er in die US-Armee ein und kämpfte im Seminolenkrieg zwischen 1817 und 1818. Im Jahr 1819 wurde er von Präsident James Monroe, auf Bitte seines Bruders John, zum Staatssekretär im neuen Arkansas-Territorium ernannt.

## Das Arkansas-Territorium
Das Arkansas-Territorium war Teil des Louisiana Territoriums, jenes Gebiet das Thomas Jefferson im Jahr 1803 von den Franzosen gekauft hatte. Nachdem im Jahr 1812 der heutige Staat Louisiana entstanden war, wurde das restliche Gebiet in Missouri-Territorium umbenannt, um Verwechslungen zu vermeiden. Im Jahr 1819 wurde das Arkansas-Territorium aus südlichen Teilen des Missouri-Territoriums gebildet. Das neue Territorium existierte zwischen dem 4. Juli 1819 und dem 15. Juni 1836. An diesem Tag trat der aus dem Territorium hervorgegangene US-Bundesstaat Arkansas der Union bei. Die Hauptstadt des Territoriums war bis 1821 Arkansas Post. Dann wurde die Hauptstadt nach Little Rock verlegt. Die Grenzen des Territoriums waren im Osten, Süden und Norden weitgehend mit dem späteren Staat Arkansas identisch, nur im Westen gehörten Gebiete des heutigen Oklahoma noch dazu. Die weiße Bevölkerung in dem Gebiet betrug im Jahr 1799 knapp 400 Personen. Im Jahr 1836 war die Zahl bereits auf 60,000 angestiegen. 

## Staatssekretär und amtierender Gouverneur
Gleichzeitig mit der Ernennung von Robert Crittenden zum Staatssekretär wurde James Miller zum ersten Gouverneur des Arkansas-Territoriums ernannt. Da sich Miller mit seiner Ankunft bis Ende Dezember 1819 Zeit ließ, ehe er in seinem neuen Land eintraf, musste Crittenden die ersten Monate als dessen Stellvertreter amtieren. Crittenden nutzte die Zeit, um sich ein ihm loyal ergebenes politisches Umfeld zu schaffen. Er besetzte alle wichtigen Ämter des Territoriums noch vor der Ankunft von Gouverneur Miller. Dazu gehörten zwei Richter am Obersten Gerichtshof und der Finanzminister. Crittenden legte auch die ersten Wahlen zum territorialen Repräsentantenhaus fest. Nach den Wahlen hatten seine Anhänger dort eine Mehrheit. Bedingt durch die Tatsache, dass Gouverneur Miller oft außer Landes war, und sich in Arkansas nicht wohlfühlte, konnte Crittenden seine Machtstellung im Land weiter ausbauen. Er war maßgeblich an der Verlegung der Hauptstadt nach Little Rock beteiligt. Parallel zu seiner politischen Karriere gründete Crittenden zusammen mit Chester Ashley eine Anwaltsfirma in Little Rock. Nachdem Gouverneur Miller 1824 zurückgetreten war, hoffte Crittenden, selbst zum Gouverneur ernannt zu werden. Als Präsident Monroe George Izard statt seiner in dieses Amt berief, agierte Crittenden im Hintergrund weiter als graue Eminenz und opponierte gegen den Gouverneur. Am 29. Oktober 1827 erschoss er seinen ehemaligen Verbündeten Henry Wharton Conway in einem Duell. Dieser hatte sich von ihm abgewandt. Dieses Duell leitete indirekt Crittendens politischen Abstieg ein, auch wenn er für die Tat selbst nicht mit Konsequenzen rechnen musste. Die Anhänger Conleys arbeiteten nun gegen Crittenden. Nach dem Tod von Gouverneur Izard im November 1828 hoffte Crittenden erneut auf eine Ernennung zum Gouverneur. Der neue Präsident Andrew Jackson, der ohnehin dafür bekannt war, wichtige Ämter an seine Parteifreunde zu vergeben, ernannte seinen Parteifreund John Pope. Der Präsident war außerdem ein Gegner der Crittendens, besonders, weil Roberts Bruder John Crittenden ein entschiedener Gegner von Jackson war. Konsequenterweise wurde Robert Crittenden auch in seiner Funktion als Staatssekretär von Arkansas entlassen.

## Weiterer Lebensweg
Trotz seiner Entlassung versuchte Crittenden weiter hinter den Kulissen eine wichtige Rolle zu spielen aber sein Stern war am Sinken. Im Jahr 1833 versuchte er erfolglos einen seiner Gegner aus dem US-Kongress zu verdrängen. Danach wurde er wieder als Anwalt tätig. Er starb im Dezember 1834 in Vicksburg in Mississippi, wo er einen Fall verhandelte. Ironischerweiser wurde Robert Crittenden, obwohl jahrelang der mächtigste Mann im Arkansas-Territorium nie offiziell zu dessen Gouverneur ernannt. Er hat dieses Amt aber vertretungsweise sehr oft ausgeübt.

## Gedenken
Das Crittenden County in Arkansas wurde nach ihm benannt.